# Hada hilaris
Hada hilaris är en fjärilsart som beskrevs av Zetterstedt 1840. Hada hilaris ingår i släktet Hada och familjen nattflyn. Inga underarter finns listade i Catalogue of Life.